# نيكولاي بالتشيسكو
نيكولاي بالتشيسكو (29 يونيو, 1819 – 29 نوفمبر, 1852) هو كاتب وثوار روماني.